# Mozilla Firefox
El Mozilla Firefox [məˈzɪlə ˈfaɪəfɒks] (abreujat oficialment com Fx o fx i popularment com FF) és un navegador web lliure desenvolupat a partir del projecte Mozilla. L'objectiu de Mozilla és desenvolupar un navegador més petit, lleuger i ràpid mitjançant l'extracció i redisseny del component de navegador de la suite de programari Mozilla. De la mateixa manera que Mozilla, Firefox és multiplataforma i utilitza el llenguatge d'interfície XUL.
El Mozilla Firefox és un projecte paral·lel al Mozilla Thunderbird, un client de correu electrònic sota la mateixa filosofia i amb uns orígens similars. La bona rebuda d'ambdós per part dels usuaris va fer que la Fundació Mozilla els adoptés com els seus productes principals, substituint la Suite Mozilla original.
Usa el motor Gecko per a renderitzar pàgines web, el qual implementa estàndards web actuals i futurs.
El projecte ha fet servir en el passat els noms Phoenix (traduït literalment Fènix) i Firebird.

## Història
Dave Hyatt i Blake Ross van començar una branca experimental al projecte Mozilla. Aquesta branca va esdevenir, el 9 de novembre del 2004, la primera versió del Firefox. Aquest projecte era més lleuger que la Suite Mozilla i estava destinada més als usuaris i no tant als desenvolupadors. L'èxit del Firefox va ser tant que el 3 d'abril del 2003 va decidir dedicar la major part dels seus esforços amb el Firefox i el Thunderbird. El 12 d'abril del 2006 Mozilla va deixar de publicar versions de la Suite Mozilla (tot i que actualment els usuaris de la comunitat Mozilla la mantenen sota el nom de SeaMonkey).
Per diferents raons el nom del Firefox ha canviat molts cops. El primer nom que va rebre el projecte era Phoenix, que es va deixar d'emprar per motius legals, aquest nom havia durat des del setembre del 2002 fins al 14 d'abril del 2003. El nou nom va ser Firebird però també estava sent utilitzat, en aquest cas per una base de dades de codi lliure. A causa de la pressió Mozilla va canviar el nom del navegador fins a Mozilla Firefox, descartant altres opcions com Firebird Browser i Mozilla Firebird.
La identitat visual prové de la versió 0.8, l'any 2004, de la mà de Jon Hicks. Posteriorment se'n va fer una revisió, per sol·lcuionar alguns problemes a l'hora d'ampliar-lo. Aquell logotip és vigent en l'actualitat.
Mozilla va publicar una web on es recollien totes les extensions i temes provats amb l'alliberament de la versió 0.9, per evitar així possibles atacs a la seguretat. El 19 d'octubre del 2005 el Firefox 1.0 va arribar als 100 milions de descàrregues.
El 30 de novembre del 2005 es va alliberar la versió 1.5 del Firefox. El 31 de juliol del 2006 el Firefox 1 i el 2 van arribar als 200 milions de baixades.
La versió 2.0 es va publicar el 24 d'octubre del 2006. I en tan sols un dia va acumular 2 milions de descàrregues.
El nom de desenvolupament del Mozilla Firefox 3 era Gran Paradiso i es va publicar el 17 de juny del 2008. En un sol dia va aconseguir més de vuit milions de descàrregues arreu del món, fet que va fer guanyar a Mozilla un rècord Guiness.
El 30 de juny del 2009 es va publicar la versió 3.5 amb el nom en clau Shiretoko, que incorporava com a novetats principals la navegació privada, compatibilitat amb els darrers estàndards web (incloent-hi les etiquetes de vídeo i àudio de l'HTML 5) i millores en el rendiment i la velocitat.
El 21 de gener del 2010 es va alliberar el Firefox 3.6, que incloïa millores en el rendiment i la velocitat, un nou sistema per canviar l'aparença del navegador sense haver de reiniciar (amb la inclusió del codi de l'extensió Personas a la branca principal del Firefox), avisos quan els connectors estaven desactualitzats...
La versió 4 del Firefox es va publicar el 22 de març de 2011 incorporant sincronització d'adreces d'interès entre diferents instal·lacions del Firefox (Sync), un nou sistema de gestor de pestanyes (Panorama), una millora en el compliment dels estàndards HTML 5 i CSS 3, una millor velocitat i més seguretat.
A partir de la versió 5, alliberada el 21 de juny de 2011, es va establir el cicle de llançaments en un mes, permetent agilitzar la inclusió de metravés dels següents canals, en tots els llocs disponibles:
| Canals de distribució    | Canals de distribució | Canals de distribució | Canals de distribució | Canals de distribució |
| ------------------------ | --------------------- | --------------------- | --------------------- | --------------------- |
| Extended Support Release |                       |                       |                       |                       |
| ESR                      | Estable               | Beta                  | Developer Edition     | Nightly               |

El 2016 Mozilla va anunciar un projecte conegut com a Quantum, que buscava millorar el motor Gecko de Firefox i altres components per a millorar el rendiment de Firefox, modernitzar la seva arquitectura i transmetre el navegador a un model de múltiples processos. Aquestes millores van sorgir arran de la disminució de la quota de mercat a Google Chrome, a més de la preocupació pel fet que el seu rendiment es perdre en comparació. Malgrat les seves millores, aquests canvis requereixen que els complements existents per a Firefox es facin incompatibles amb versions més noves, a favor d'un nou sistema d'extensió dissenyat per ser similar a Chrome i altres navegadors recents. El Firefox 57, llançat al novembre de 2017, va ser la primera versió que conté millores de Quantum i, per tant, va ser nomenat Firefox Quantum. Un executiu de Mozilla va declarar que Quantum era la "major actualització" del navegador des de la versió 1.0.

## Característiques

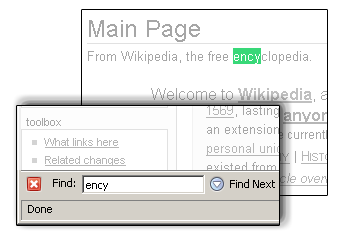
Imatge de la cerca incremental.

Les característiques incloses al Firefox són navegació per pestanyes, cerca incremental (a través de la barra de cerca), adreces d'interès dinàmiques, un assistent de baixades integrat i un sistema de cerca. Els usuaris poden personalitzar el Firefox descarregant-se extensions, temes i amb opcions avançades que no estan incloses al menú d'opcions, i són només accessibles des de la pàgina about:config. Els desenvolupadors del Firefox aspiraven a produir un navegador "només per navegar pel web" i proporcionar la "millor experiència de navegació web al màxim de gent possible".

### Suport als estàndards
El Mozilla Firefox suporta molts estàndards de programari, com l'HTML, l'XML, l'XHTML, CSS, ECMAScript (JavaScript), DOM, MathML, DTD, XSLT, XPath, i imatges PNG amb transparència alpha. Com a addició el Firefox suporta l'estàndard SVG, tanmateix, la tecnologia que incorpora actualment s'hauria de considerar una "presentació", i no una implementació completa. El Firefox també suporta les propostes estàndards creats per WHATWG com l'emmagatzematge fora de línia i l'element canvas. Encara que el Firefox 2 no passa el test de compliment d'estàndards Acid2, el Firefox 3, que està en desenvolupament, sí que el passa.

### Seguretat
El Firefox utilitza SSL/TLS per a protegir les comunicacions amb els servidors web utilitzant una forta criptologia quan utilitzen el protocol HTTPS.

## Llicència
Firefox és un programari gratuït i de codi lliure, i té una trillicència sota la Mozilla Public License (MPL), GNU General Public License (GPL), i la GNU Lesser General Public License (LGPL). Aquestes llicències permeten a qualsevol veure, modificar i/o redistribuir el codi fonts. Hi ha versions alliberades que fan ús d'aquest codi com el Netscape, el Flock i el Songbird.
Diversos elements no estan sota la trillicència, i tenen un ús restringit per la EULA, incloent la marca registrada "Firefox" i el logotip, i el Talkback propietari per reportar errors. Degut a això i a l'acord clickwrap inclòs a la versió per a Windows, la Free Software Foundation (FSF) considera aquestes parts propietàries.
Anteriorment, el Firefox estava llicenciat sota la llicència de MPL que la FSF critica per ser dèbil en el copyleft, i tan sols permet de manera limitada feines derivades propietàries. Addicionalment, el codi sota MPL no pot ser enllaçat des de codi sota la llicència GPL o LGPL. Per solucionar aquests problemes Mozilla va canviar la llicència del Firefox i el va posar sota la trillicència MPL, GPL, i LGPL. Des del canvi de llicència, els desenvolupadors són lliures de triar sota quina llicència volen rebre el codi, per ajustar-se al seu ús: la GPL o la LGPL s'enllacen i deriven quan es tria alguna d'aquestes dues, o la MPL (que inclou crear obres derivades propietàries).

### Marca registrada i logotip

El globus genèric del logotip s'utilitza quan es compila el Firefox sense l'acord oficial.

El nom "Mozilla Firefox" és una marca registrada; el logotip oficial del Firefox només es pot emprar sota certs termes i condicions. Qualsevol pot redistribuir els binaris oficials sense modificar-los i utilitzar el nom del Firefox en qualsevol distribució, però s'apliquen restriccions en distribucions que necessiten modificar el codi.
Per a permetre distribucions amb el codi sense utilitzar la marca oficial, el codi del Firefox conté un "canvi de marca". Aquest canvi permet compilar el codi sense el nom i logotip oficials, per exemple per a produir-ne derivats indestorbats per les restriccions de la marca registrada Firefox. En les compilacions sense la marca "Firefox" es canvien el nom i el logotip. El logotip passa a ser una globus de la Terra sense la guineu, i els noms són "Deer Park" per a versions derivades de l'1.5 i "Bon Echo" per a derivades de la 2.0.
Excepte certes excepcions fetes per "edicions de la comunitat", distribuir versions modificades del Firefox sota el nom "Firefox" requereix una aprovació explícita de Mozilla pels canvis fets al codi, i requereix l'ús de tota la marca oficial. Per exemple, no es permet utilitzar el nom "Firefox" sense el logotip oficial. El projecte Debian va ser un dels afectats d'això perquè utilitzaven el nom "Mozilla Firefox" però no el logotip oficial a la seva distribució (per a restriccions en el seu ús, la Debian Free Software Guidelines no permet utilitzar el logotip). Tot i que Debian deia que havien arribat a un previ acord que ho hauria permès, el 2006 un representant de la Fundació Mozilla va dir que això era innacceptable, i va demanar complir amb les directrius de la marca registrada o deixar d'utilitzar el nom "Firefox" a la seva distribució. Finalment, Debian va canviar-ne el nom per anomenar la seva versió del Firefox IceWeasel.

## Campanyes del Firefox
La ràpida adopció del Firefox (100 milions de descàrregues el primer any) va ser accelerada en part per una sèrie de campanyes agressives de màrqueting des del 2004. Per exemple, Blake Ross i Asa Dotzler van organitzar una sèrie d'esdeveniments anomenats marketing week.
El dia 12 de setembre del 2004, un portal de màrqueting anomenat Spread Firefox, va debutar juntament amb la primera alliberació del Firefox, creant un espai centralitzat de discussió de diverses tècniques de màrqueting. El portal va elevar el botó Get Firefox (Obtingueu el Firefox), donant als usuaris punts de referència com un incentiu. La pàgina es va situar en el top 250 de referències. Temps després, l'equip SFX van iniciar esdeveniments organitzats de màrqueting a la pàgina Spread Firefox.
El 15 de juliol del 2006 (l'aniversari de la Fundació Mozilla) va començar la campanya "World Firefox Day" (Dia Mundial del Firefox) i va durar fins al 15 de setembre del 2006. Els participants registraven el seu nom i el d'un amic a la pàgina web per aconseguir que apareguessin a la "Firefox Friends Wall" (Paret dels amics del Firefox), una paret digital que es mostrarà a la seu de la Fundació Mozilla.
El gener del 2008 una campanya anomenada Fight Against Boredom va rebre moltes queixes. Aquesta campanya mostrava frases comparatives entre els usuaris del Firefox i de l'Internet Explorer basant-se en una enquesta de Nielsen Online. No obstant això, les frases comparatives no es van poder repassar, ja que per error es va obrir abans d'hora la pàgina de la campanya. Entre aquestes frases n'hi havia una vintena que feien referència a malalties i resultaven ofensives. Això va provocar que Paul Kim, coordinador del màrqueting de Mozilla, s'hagués de disculpar

## Adopció del mercat

Ús del Firefox, segons StatCounter, mostrant l'ascens i la caiguda de Firefox

Els usuaris d'Internet han adoptat el Firefox ràpidament, superar l'Internet Explorer és un desafiament, ja que aquest és el navegador més utilitzat i ve preinstal·lat amb totes les còpies de Windows. El Firefox ha anat guanyant terreny al navegador de Microsoft i segons OneStat, una empresa alemanya d'anàlisi d'Internet; el juliol del 2006 el Firefox tenia un 12,93% del share mundial, i era el segon navegador més utilitzat. El desembre del 2006, segons la firma dels Estats Units NetApplications, el mercat global del Firefox era d'un 14%.
Les descàrregues s'han anat incrementant des que el novembre del 2004 es va publicar el Firefox 1.0. El 12 de febrer del 2007 el Firefox va assolir 300 milions de descàrregues. El vicepresident de Mozilla, Christopher Beard estima que el Firefox era utilitzat per 70 o 80 milions d'usuaris l'octubre del 2006. El 31 de juliol del 2009, la xifra de descàrregues ja arribava als 1.000 milions.

## Derivats

### Firefox Portable
Firefox Portable (abans, Portable Firefox) és una versió portàtil reempaquetada del Firefox dissenyada per a funcions en un dispositiu de memòria USB, iPod, disc dur estern o qualsevol altre dispositiu portàtil. Es va formar a partir d'un fil a mozillaZine, el juny del 2004. John T. Haller va llançar la primera versió empaquetada i després va continuar el desenvolupament. Inclou un llançador especialitzat que ajusta les extensions i temes perquè funcionin al passar d'un ordinador a l'altre. També utilitza compressió per a reduir l'espai requerit.
Des de la seva versió 1.2.1.1, Firefox Portable Launcher suportà un funcionament en CD-R i altres dispositius de només lectura. Diferents aplicacions ja utilitzen Firefox Portable Live per a oferir un navegador i contingut basat en HTML des del CD.

### IceWeasel
IceWeasel va ser una bifurcació del Firefox creada pel projecte Debian arran d'una disputa que va mantenir amb Mozilla. Aquesta última considerava que Debian no podia distribuir el Firefox sense incloure-hi el logotip oficial i, a més, els demanava l'enviament de tots els pedaços que apliquessin. Debian s'hi va negar i per aquesta raó van canviar-li el nom.

### Commodo IceDragon
Comodo IceDragon és un navegador web de codi lliure basat en Mozilla Firefox i desenvolupat per Comodo Group. Està fet perquè siga més ràpid i segur que Firefox. Està basat en Firefox 25.0.0.1. Proporciona detecció per a instal·lacions de complements de Firefox no modificables.

## Crítiques
El Mozilla Firefox és per a molts el millor navegador d'Internet actual, tot i això moltes de les seves característiques han sigut tema de queixes. També moltes polítiques de la Fundació Mozilla, i l'estreta relació amb Google.

### Característiques del navegador

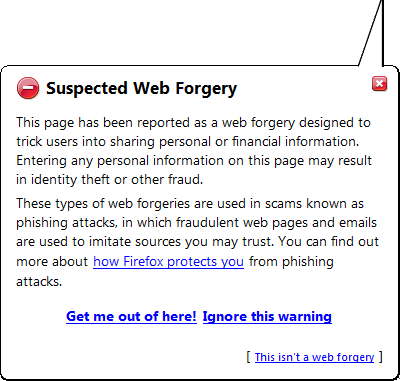
Missatge d'alerta contra la pesca electrònica.

Molts usuaris es queixen del temps de càrrega del navegador. Sobretot en les versions antigues, el Firefox tardava més que un altre navegador a engegar-se, gran part d'aquest problema es deu perquè a l'arrencar el sistema operatiu Windows es carreguen algunes de les característiques de l'Internet Explorer, així el navegador de Microsoft no és tan lent a l'hora d'engegar.
Altres temes subjectes a crítiques han estat que moltes pàgines web no es visualitzen correctament amb el Firefox perquè no segueixen els estàndards web i que el Firefox no incorpori el Windows Installer.

### Polítiques de Mozilla
També s'ha criticat durament Mozilla per la seva relació amb Google. El 95% dels ingressos de Mozilla el 2006 provenien de les seves relacions amb motors de cerca, sobretot de Google. Tot i això, Mozilla es defensa dient que aquests diners no són per posar el cercador a la caixa de cerca del Firefox sinó per mantenir-hi la posició, és a dir, no són per aparèixer-hi sinó per no desaparèixer-hi.
A més a més, molts no troben bé que el filtre contra la pesca electrònica del Firefox vagi connectat a una llista de Google.
Tot i que els alts directius de Microsoft no consideren el Firefox com una amenaça els equips de desenvolupament dels dos navegadors més emprats avui dia (Internet Explorer i Mozilla Firefox) tenen bona relació.

## Premis
El Mozilla Firefox ha rebut premis de diverses organitzacions i revistes d'informàtica.

### 2008
- Juny:
  - PC Magazine Editors' Choice[49]
  - CNET Editors' Choice[50]
- Maig:
  - PC World: Els 100 millors productes del 2008[51]
- Abril:
  - Webware 100 winner[52]

### 2007
- Juny:
  - Webware 100 winner[53]
- Maig:
  - PC World: Els 100 millors productes del 2007[54]

### 2006
- Octubre:
  - PC Magazine Editors' Choice[55]
  - CNET Editors' Choice, octubre del 2006[56]
- Juliol:
  - PC World's: Els 100 millors productes del 2006[57]
- Gener:
  - PC Magazine: Premi a l'excel·lència tècnica en la categoria d'Eines de programari i desenvolupament[58]

### 2005
- Desembre:
  - PC Magazine: Premi al millor de l'any[59]
  - PC Pro Real World Award (premi a la Fundació Mozilla)[60]
- Novembre:
  - CNET Editors' Choice[61]
  - UK Usability Professionals' Association Award Best Software Application 2005[62]
  - Macworld Editor's Choice with a 4.5 Mice Rating[63]
- Setembre:
  - Softpedia User's Choice Award[64]
  - TUX 2005 Readers' Choice Award[65]
- Juny:
  - PC World: Producte de l'any[66]
- Maig:
  - Forbes Best of the Web[67]
  - PC Magazine Editor’s Choice Award[68]